# Guillaume Leblanc
Guillaume Leblanc (Sept-Îles, Québec, 14 de abril de 1962) é um atleta canadiano, especialista em provas de marcha atlética, principalmente na distância de 20 quilómetros.
Sexto de uma família de sete filhos, LeBlanc abraçou uma carreira de marchador no clube da pequena cidade onde nasceu, o Club d'Athlétisme de Sept-Îles.
Também conseguiu obter bons resultados em Jogos Olímpicos, classificando-se em quarto lugar em Los Angeles 1984 e décimo em Seul 1988. O seu melhor resultado desportivo aconteceria nos Jogos Olímpicos de Barcelona em 1992. Apesar da sua desqualificação na prova de 50 km marcha, conseguiu alcançar a medalhar de prata nos 20 quilómetros. 
As duas cidades onde viveu até hoje, homenagearam-no dando o seu nome à pista de atletismo de Sept-Îles e ao complexo desportivo de Rimouski.